# Стиница
Стиница је насељено мјесто у саставу града Сења у Личко-сењској жупанији, Република Хрватска.

## Географија
Налази се око 40 км јужно од Сења.

## Становништво
Насеље је на попису становништва из 2011. године имало 73 становника.

## Попис1991.
На попису становништва 1991. године, Стиница је имала 145 становника, сљедећег националног састава:
| Попис 1991.‍ | Попис 1991.‍ | Попис 1991.‍ | Попис 1991.‍ | Попис 1991.‍ |
| ----------- | ----------- | ----------- | ----------- | ----------- |
|             |             |             |             |             |
| Хрвати      | Хрвати      |             | 134         | 92,41%      |
| Муслимани   | Муслимани   |             | 1           | 0,69%       |
| остали      | остали      |             | 10          | 6,90%       |
| укупно: 145 |             |             |             |             |